# Senerap

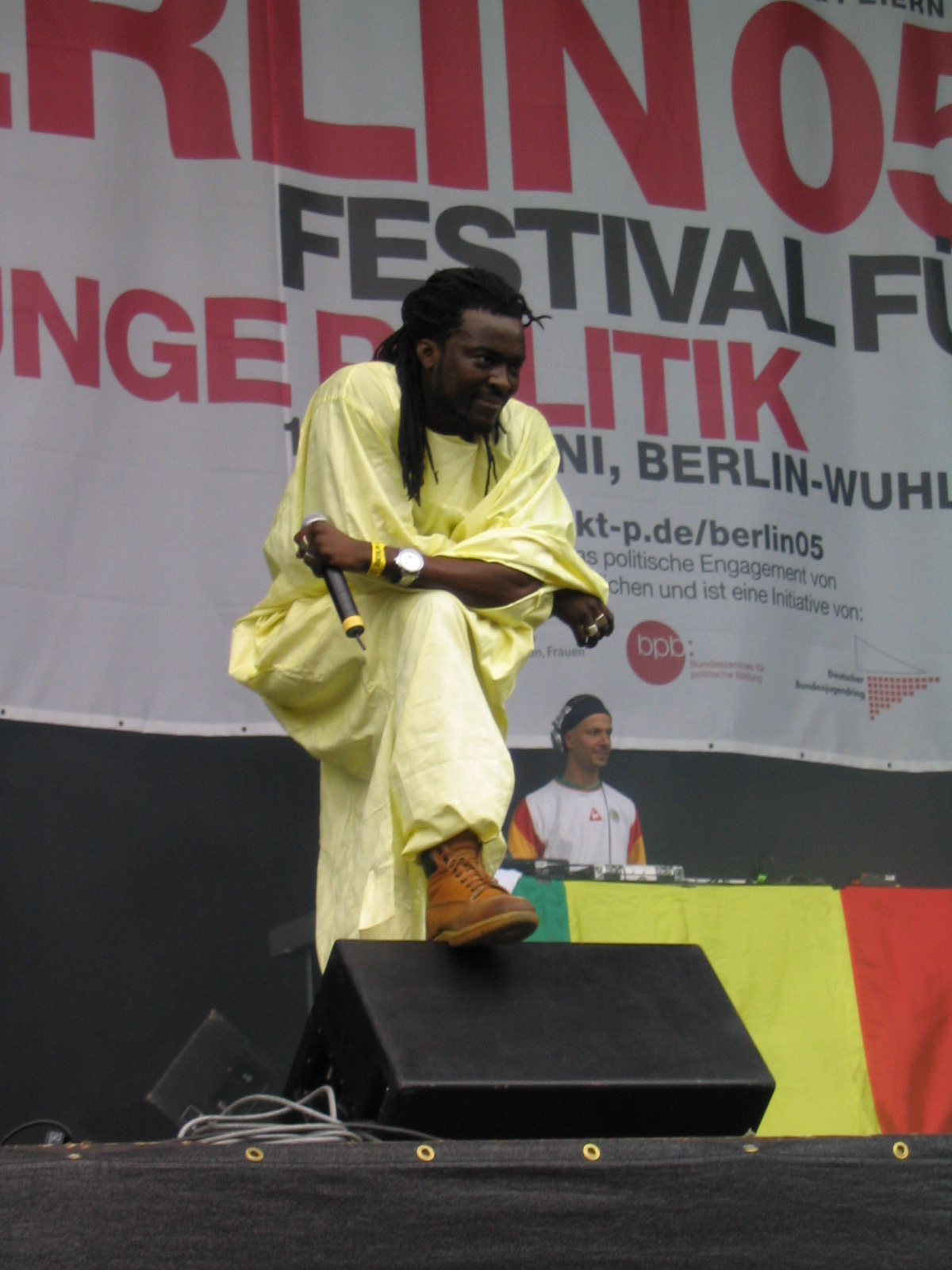
Daara J in Berlin

Senerap ist eine der wichtigsten Spielarten des afrikanischen Hip-Hops. Die Szene konzentriert sich in Senegals Hauptstadt Dakar, in der es je nach Schätzung zwischen 2.000 und 4.000 Hip-Hop-Crews gibt. International bekannt sind vor allem Positive Black Soul, Daara J, Pee Froiss und die heute in Berlin lebende Sister Fa.
Die Szene, die sich durch ein großes kreatives Potenzial auszeichnet, leidet vor allem unter dem Geld- und Technikmangel im Land. Nur Bands, die im Ausland erfolgreich sind und dafür oft noch die Unterstützung von Musikern wie MC Solaar oder Youssou N’Dour benötigen, können sich die technischen Grundlagen leisten.
Beherrschendes Medium des Musikvertriebes im Land ist die Kassette, wobei der gesamte senegalesische Markt von einem einzigen Produzenten, Talla Diagne, kontrolliert wird. Bands wie Pee Froiss oder Black Mboolo, die mit geschätzten Verkaufszahlen von an die 20 000 Stück zu den Großen der Szene gehören, können sich keine eigenen DJ-Pulte leisten. Nach eigenen Aussagen produzieren selbst sie Tapes nur aus Prestigegründen, da es unmöglich sei, in Senegal mit ihnen Geld zu verdienen.
Weitere wichtige Bands sind Da Brains, Jant-Bi (deutsch: die Sonne), Sunu Flavor und petit frere.
Senerap entwickelte sich ab 1985. Vor allem über die Angestellten der Airlines kamen erste Rap-Tapes ins Land, später brachte das neue Kabelfernsehen auch erste Hip-Hop-Videos.
Erste bedeutende Bands waren King & Kool und MC Lida. International bekannt wurden einzelne Bands vor allem durch die Hilfe des gebürtigen Senegalesen MC Solaar, der mehrere große Hip-Hop-Partys in Dakar veranstaltete und dabei unter anderem Positive Black Soul, gegründet von Didier Awadi, entdeckte. Mittlerweile gibt es eine große Zahl von spezialisierten Plattenläden und Radiostationen sowie einige auf Hip-Hop spezialisierte Aufnahmestudios in Dakar.
In Senegal sind Genres wie der Gangsta-Rap nie wirklich angekommen. Die Musik dort ist meistens positiv und im Vergleich zu den US-Vorbildern sehr viel politischer. Bandnamen wie Positive Black Soul oder Pee Froiss (etwa: Es ist egal wie Du aussiehst) zeugen davon. Gerappt wird vor allem in Englisch, Französisch und Wolof. Die Rapper selbst haben sich in der jüngeren Bevölkerung (etwa 80 % der Senegalesen sind jünger als 30 Jahre) einen Ruf der Integrität und moralischen Unbestechlichkeit erarbeitet. Im Präsidentschaftswahlkampf 2000 wurden sie deshalb von allen politischen Kandidaten umworben. Sie sollten sowohl ihren Ruf zur Verfügung stellen als auch die Kandidatenaussagen in die Sprache der Straße übersetzen. Nachdem Abdoulaye Wade Präsident des Landes wurde, stürzte der Hip-Hop aber in eine Krise. Zwar versprach er umfangreiche Reformen und damit Ziele der meisten Hip-Hopper, andererseits war er unkonkret und es passierte kaum etwas.
Einer der wenigen US-Amerikaner, der regelmäßig mit Künstlern aus Senegal zusammenarbeitet ist KRS-One. Nach Aussagen der Senerapper sinkt das Interesse der US-Amerikaner an ihren Wurzeln und der Schwarzen Brüderschaft sobald sie merken, dass es in Afrika kein Geld zu verdienen gibt.